# Дебърски бъз
Дебърският бъз (Sambucus deborensis (Koš.) Koš.) е растение от семейство Бъзови (Caprifoliaceae), балкански ендемит. В България е вписано в Червената книга и в Закона за биологичното разнообразие като критично застрашен вид.

## Описание
Дебърският бъз е многогодишно тревисто растение с пълзящи корени, дълго до 3 m, и стъбло, високо 1 – 1,7 m. Листата му са нечифтоперести, дълги (10)13 – 21 cm, широки 10 – 20 cm, със светлозелен цвят и почти триъгълни. 
Прилистниците са листоподобни, двойно перести, неопадващи. Съцветието е с диаметър от 5 до 8(10) cm, връхно, образуващо сбита щитовидна метлица с 5 главни лъча. Венчето е снежнобяло, тичинките почти равни на венечните дялове, изправени. Тичинковите дръжки са снежнобели, а прашниците – пурпурни. Плодът е блестящочерен, дълъг 4 – 5 mm, с три семена.
Цъфти през юли и август, а плодоноси през ноември. Опрашва се от насекоми. Размножава се със семена и вегетативно.

## Разпространение
Дебърският бъз се среща на Балканския полуостров: в България (Североизточна България, Дунавската равнина, Средна Стара планина, Средните Родопи, Тракийската низина), Албания и Северна Македония (в ограничен район близо до Дебър). Единични индивиди има нарядко из горски поляни, в равнини и предпланински части.

## Застрашеност
Факторите, застрашаващи вида с изчезване, са инфраструктурното развитие, изсичането на горите, застрояването на териториите, където се среща.

## Опазване
За да бъде опазен, в България дебърският бъз е обявен за защитен вид съгласно Закона за биологичното разнообразие. Част от субпопулациите му са на територията на Националния парк „Централен Балкан“ и в защитени зони от Европейската екологична мрежа НАТУРА 2000 в България.
Необходимо е детайлно проучване на хорологията на вида, числеността и площта на неговите популации, биологията и екологията му, дългосрочен мониторинг за разкриване на тенденциите и разработване на план за действие; при необходимост – обявяване на защитена територия за опазването му. Необходимо е събиране на семенен материал за Националната семенна генна банка в Садово.